# سیارک ۵۷۵۶
سیارک ۵۷۵۶ (به انگلیسی: 5756 Wassenbergh، نامگذاری:6034P-L) پنج هزار و هفتصد و پنجاه و ششمین سیارک کشف شده‌است که در ۲۴ سپتامبر ۱۹۶۰ کشف شد.
قدر مطلق سیارک برابر ۱۴٫۱۰ است.